# جمهوری ونیز
جمهوری ونیز (به ایتالیایی: Repubblica di Venezia یا Repubblica Veneta) که به نام جمهوری آسمانی ونیز مشهور بود، حکومتی ایتالیایی و عضو جمهوری دریایی بود که بین سال‌های ۶۹۷ تا ۱۷۹۶ میلادی وجود داشت و بر شمال شرقی ایتالیا (منطقه ونیز) و بخش‌هایی از جزایر یونان و بالکان حکمرانی کرد.
دولت‌شهر ونیز مکانی برای مردمی بود که از دست آزار و اذیت دولت‌های اروپای مرکزی که پس از فروپاشی امپراتوری روم انجام می‌شد شناخته می‌شد. این حکومت در اوایل تشکیل یکی از موفق‌ترین حکومت‌ها در تجارت نمک بود. در طی قرن‌های متمادی این کشور به شکل امپراتوری دریایی وجود داشت. منبع اصلی درآمد این حکومت تجارت در حوزه دریای مدیترانه بود ولی علاوه بر تجارت در اروپا و آفریقای شمالی به تجارت در آسیا نیز می‌پرداختند.
نیروی دریایی این حکومت در جنگ‌های صلیبی و به ویژه در جنگ صلیبی چهارم حضور مؤثری داشت. بیشتر سرزمین‌های تحت سلطه جمهوری ونیز در ساحل دریای آدریاتیک قرار داشتند. این کشور سرزمین تجار ثروتمندی بود که به شکوفایی هنر و معماری در این کشور کمک شایانی کردند. تجار ونیزی از بانفوذترین تجار کل اروپا بودند. همچنین این کشور سرزمین جهانگردان بزرگی بود که از آن میان می‌توان مارکو پولو را نام برد.
کشف مسیرهای دریایی جدید به سرزمین تازه کشف شده آمریکا و راهیابی به غرب اقیانوس اطلس موجب افزایش قدرت جمهوری ونیز و شناخته شدن آن به عنوان یکی از ابرقدرت‌های عرصه دریانوردی شد. جمهوری ونیز در اغلب دوران خود مشغول درگیری با نیروی دریایی امپراتوری عثمانی بود.
در پی حمله قوای پادشاهی اتریش-مجارستان و ارتش ناپلئون بناپارت به جمهوری ونیز در سال ۱۷۹۷ این کشور پس از مدتی نزدیک به هزار و صد سال از هم فروپاشید و بین کشورهای فرانسه و اتریش-مجارستان تقسیم شد.

## جنگ صلیبی چهارم

### شرایط جمهوری ونیز

نقشه جمهوری ونیز در سال ۱۰۰۰ میلادی

پس از سقوط امپراتوری روم غربی به دست اقوام مهاجر در قرن ۵ میلادی، افراد بازمانده از امپراتوری روم از شهر رم فرار کردند و عازم شمال شدند و توانستند کنترل شهرهای مهمی همچون ونیز و پیزا را در دست بگیرند و دولت‌شهری مستقل از امپراتوری روم شرقی که جایگزین روم غربی در منطقه شده بود، تشکیل دهند. ونیز در نخستین گام توانست با کمک نجبای رومی، جمهوری خود را تشکیل دهد که در راس آن یک دوک قرار داشت که بدست شورای بزرگ ونیز انتخاب می‌شد و نوع حکومت، از نوع الیگارشی نجبا و تجار بود. این جمهوری تازه‌تأسیس به واسطه موقعیت منطقه‌ای و جغرافیایی خود ــ به صورت جزیره‌ای در کنار دریای آدریاتیک ــ توانست طی سده‌های ابتدایی قرون وسطی، تبدیل به یک قدرت بزرگ دریایی و تجاری در جنوب اروپا و مانعی بر سر ادامه فتوحات مسلمانان در شمال دریای مدیترانه شود.
طی قرون وسطای میانه، ونیز به واسطه گسترش نفوذ دریایی و تجاری خود در مدیترانه که فضایی میان مسلمانان با اروپاییان بود، توانست ثروت عظیمی بدست آورد، اما این جمهوری در جنگ و برخورد با نورمن‌های مستقر در جنوب ایتالیا شکست خورد، تا نتواند حوزه تجاری خود را به غرب مدیترانه برساند. با این حال، با آغاز جنگ‌های صلیبی در سال ۱۰۹۶ میلادی، ونیز از همان ابتدا درگیر این واقعه بزرگ گردید و نیروی دریایی ونیز در تسخیر شهرهای ساحلی فلسطین و شام بدست صلیبیون تأثیرگذار بود و پس از جنگ صلیبی اول نیز، ونیز کمک‌های نظامی و تجاری خود را به پادشاهان صلیبی مستقر سرزمین مقدس ادامه داد، که شاخص‌ترین آن جنگ صلیبی ونیزی از ۱۱۲۲ تا ۱۱۲۴ میلادی بود. این رویه سبب شد تا این جمهوری طی قراردادی با بیزانس در دوران ایزاک دوم، علاوه بر مفاد تجاری، زائران و نیروهای امپراتوری را به سرزمین مقدس برساند. اما در سال ۱۱۸۲، پس از کشتار کاتولیک‌های مستقر در امپراتوری بیزانس بدست آندرونیکوس یکم و تیره شدن روابط امپراتوری با دستگاه پاپ، توافق بین ونیز با بیزانس برای جابه‌جا زائران و نیروها لغو گردید. پس از این اتفاقات بود که امپراتور بیزانس به واسطه تحریک اطرافیان در مورد قدرت روزافزون ونیز در مدیترانه، دست به زندانی کردن اتباع و نیروهای مستقر ونیز در قلمرو خود کرد، تا خشم ونیز بیش از پیش برانگیخته شود. پس از این رویدادها شهر زادار که از توابع ونیز محسوب می‌شد، با حمایت دستگاه پاپ و ایمره، پادشاه مجارستان، علیه جمهوری ونیز شورش کرد و خود را جزئی از قلمرو پادشاهی مجارستان اعلان نمود.
دوک ونیز، انریکو داندولو کهن‌سال، که سال‌ها سفیر ونیز در قسطنطنیه بود، در سال ۱۱۹۲، در جمهوری ونیز به قدرت رسید؛ ولی اندکی پس از آن و در سال ۱۱۹۳، نتوانست قراردادهای تجاری که در عهد ایزاک بسته شده بود، را دوباره در زمان الکسیوس سوم تجدید کند؛ بدین ترتیب، نفرت ونیز علیه دولت بیزاس بار دیگر برافروخته شد. از این رو وی سخت آماده نبرد علیه دولت بیزانس شده بود، اما با آغاز جنگ صلیبی چهارم، حضور نمایندگان صلیبی در ونیز برای توافق جهت حرکت به سمت مصر و سرزمین مقدس، تلاش وی برای جنگ و شکست بیزانس را به تعویق انداخت.

### جنگ
پس از شکست پادشاهی اورشلیم در برابر صلاح‌الدین ایوبی و ناکامی جنگ صلیبی سوم برای بازپس‌گیری شهر اورشلیم از سال ۱۱۸۹ تا ۱۱۹۲ م، اشتیاق اندکی در اروپاییان برای یک جنگِ دیگر باقی مانده‌بود. اما نهایتاً، بارون‌های فرانسوی پذیرفتند، که در یک جنگ صلیبیِ دیگر شرکت کنند. صلیبیون برای این منظور، مسیر دریایی از راه مدیترانه را برگزیده و برای تأمین کشتی‌های مورد نیاز نیز با اِنریکو داندولو، حاکم جمهوری ونیز، قرارداد بستند. داندولو کشتی‌ها را فراهم کرد، اما صلیبیون قادر به پرداخت هزینه‌های هنگفت آن نبودند؛ لذا داندولو از آن‌ها خواست که در عوض بدهی‌شان با حمله به شهر بندری زادار آن را تحت اطاعت جمهوری ونیز درآورند. پس از حمله به زادار و غارت آن، صلیبیون دوباره متوجه شدند که از عهدهٔ بازپرداخت اجارهٔ کشتی‌های داندولو برنمی‌آیند. در همین میان اَلِکسیوس چهارم، شاهزادهٔ تبعیدی بیزانسی، به صلیبیون پیشنهاد کرد که در ازای بازپس‌گیری امپراتوری، بدهی جمهوری ونیز را بپردازد. به همین دلیل رهبران صلیبی تصمیم گرفتند تا به قسطنطنیه بروند. آن‌ها پس از حمله به شهر موفق شدند آلکسیوس چهارم را بر تخت بنشانند، اما او حاضر نشد بیش از نیمی از مبلغ را بپردازد. او سپس در اثر مخالفتِ مردمِ قسطنطنیه از امپراتوری خلع گردید. صلیبیون پس از یک‌سری سوءتفاهم‌ها و نبردها، سرانجام قسطنطنیه را در سال ۱۲۰۴ م تسخیر و آن را غارت کردند و بسیاری از اهالی شهر را از دم تیغ گذراندند.

### توسعه قدرت جمهوری ونیز

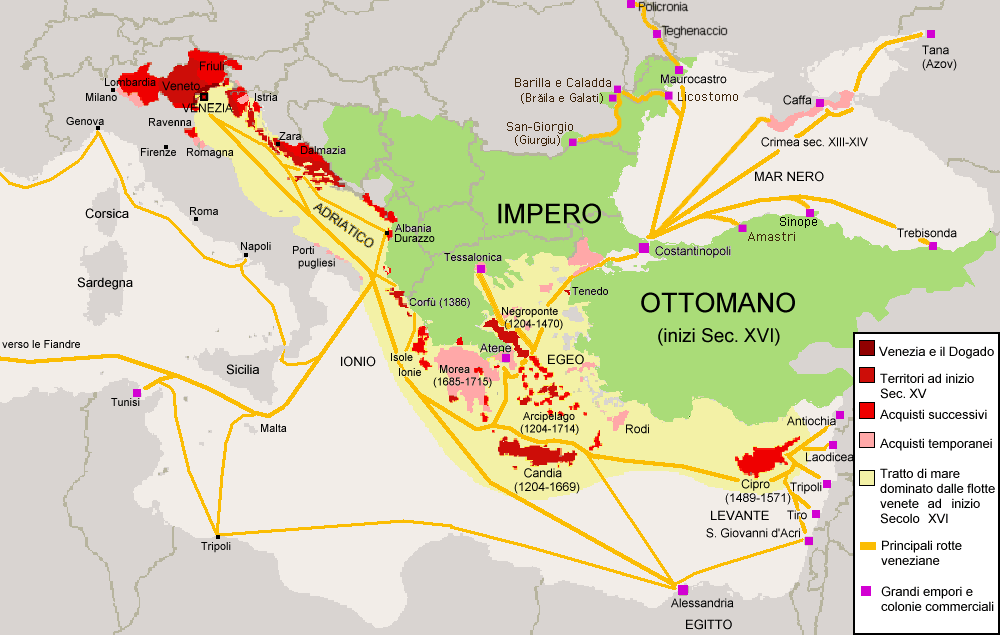
قلمروها و راه‌های دریایی تحت تسلط جمهوری ونیز در سده پانزدهم میلادی

در پی جنگ صلیبی چهارم، جمهوری ونیز سه هشتم قلمرو بیزانس را تسخیر کرد. از جمله این مناطق می‌توان به جزیره کرت (پادشاهی کاندی)، وابیه و خانیا اشاره کرد که بدست ونیز تصرف شدند؛ تا این‌چنین جمهوری ونیز بر دریای مدیترانه و نیز دریای اژه مسلط شود و سیادت بر بازرگانی قسطنطنیه را برای خود تضمین کند. این وضعیت تا ظهور عثمانی و تسلط بر آناتولی و قسطنطنیه، به قوه خود باقی ماند.
با تسلط سیاسی و تجاری ونیز بر دریای مدیترانه و اژه پس از جنگ صلیبی چهارم، این جمهوری توانست طی قرن ۱۳ و ۱۴ میلادی با تجارت خود در سراسر شرق مدیترانه و اروپای شمالی، ثروتی عظیم بدست آورد که این به نوبه خود سبب بالا رفتن سطح زندگی اهالی ونیز و قدرت سیاسی ونیز در اروپا و منطقه شد. هرچند، شکست ونیز در جنگ با جنوا و شورش سن تیتوس، قدرت ونیز را تحت شعاع قرار داد، اما این جمهوری که اکنون در دست شورای ده نفره بود، طی قرن ۱۴ دست به سیاست توسعه‌طلبی بیشتر زد و تا اواخر این قرن، با تأسیس چند مستعمره و پایگاه تجاری در مدیترانه شرقی و دریای سیاه و همچنین ادامه انحصار تجارت با امپراتوری بیزانس، برای خود امپراتوری بازرگانی خلق نمود و همزمان آهنگ بسط سرزمین خود در شمال ایتالیا را کرد.